# FIA European Truck Racing Championship 2010

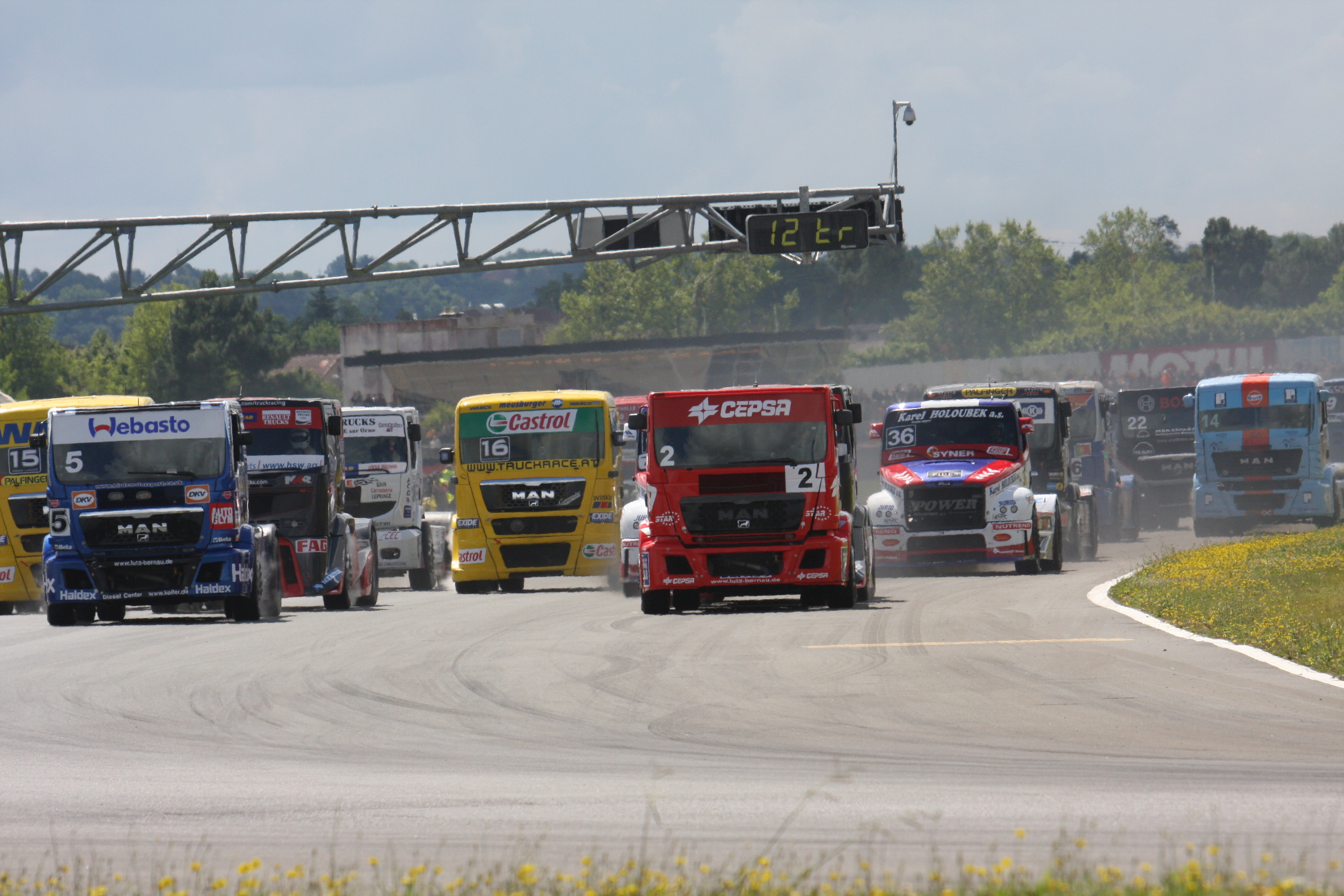
Start zum ersten Sonntagsrennen (3. Rennen) des 3. Laufs der Saison in Nogaro auf dem Circuit Paul Armagnac

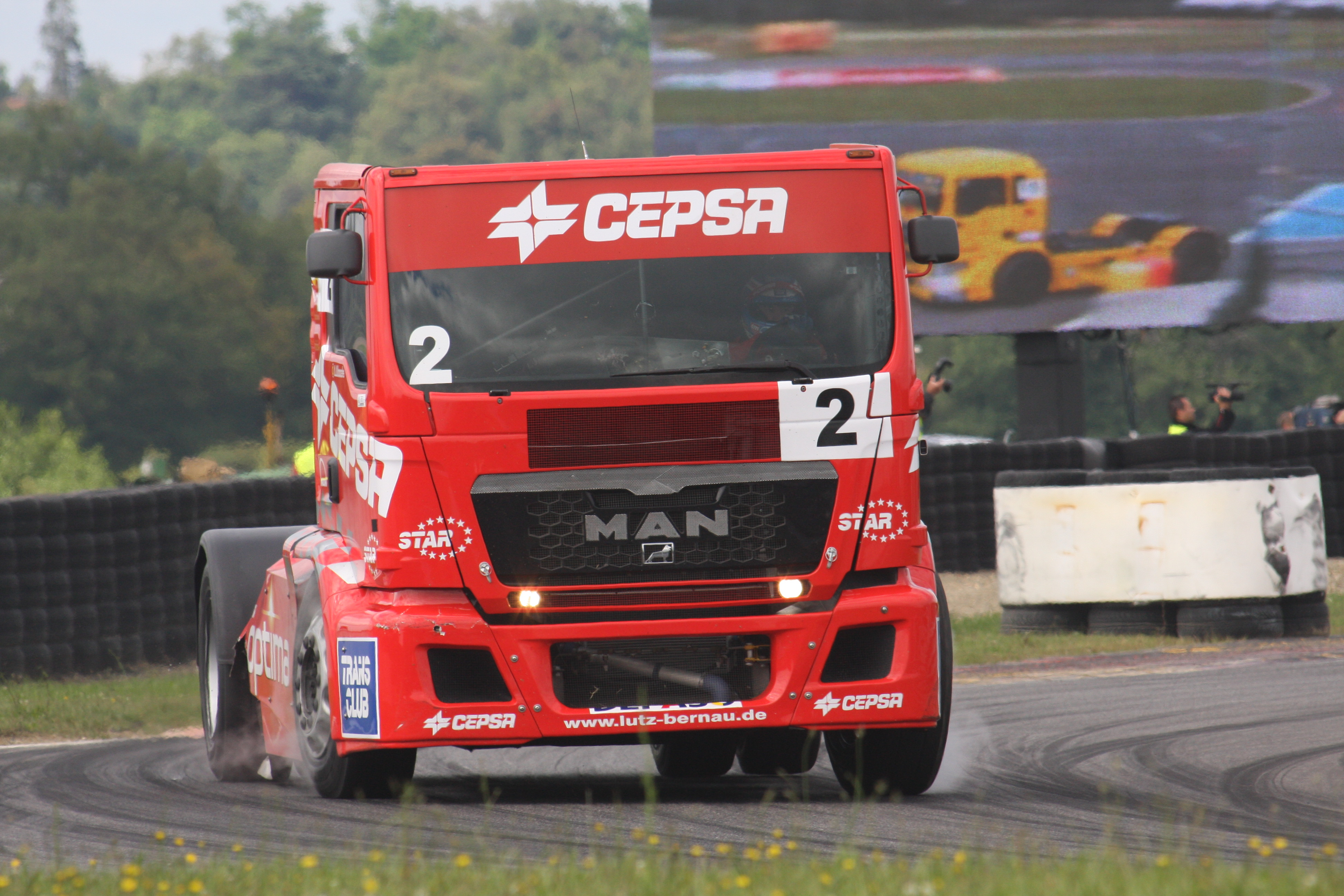
Antonio Albacetes Truck nach der Kollision mit Anthony Janiec

Die Truck-Racing-Europameisterschaft 2010 (auch: FIA European Truck Racing Championship 2010 oder FIA ETRC 2010) war eine europaweit von der FIA ausgetragene Motorsport-Rennmeisterschaft in der Gruppe F (Renntrucks). Die neun (9) Läufe mit je vier (4) Rennen umfassende Truck-Racing-EM war die 26. überhaupt und die fünfte (5.) seit sie 2006 von der FIA das Prädikat Meisterschaft (Championship) verliehen wurde. Zuvor hatte sie lediglich den Status eines Cups.
Der spanische Rennfahrer Antonio Albacete gewann die Meisterschaft auf seinem CeEPSA-MAN-Renntruck vor Markus Bösiger (Schweiz) auf Renault und Jochen Hahn aus Deutschland mit seinem schwarzen MAN-Renntruck.
Die Team-Wertung gewannen Makus Bösiger und Markus Oestreich als Team MKR Technology in Renault-Trucks (712 Punkte) vor Antonio Albacete und Christopher Levett als Team Truck Sport Bernau auf MAN (685 Punkte) sowie dem drittplatzierten Team Hahn Oxxo Racing bestehend aus Jochen Hahn und Balázs Szobi, ebenfalls MAN mit 541 Punkten.

## Rennkalender
| Lauf | Datum                  | Rennen      | Ort           | Strecke               | Platz 1 (nach Punkten) | Punkte | Platz 2 (nach Punkten) | Punkte | Platz 3 (nach Punkten) | Punkte |
| ---- | ---------------------- | ----------- | ------------- | --------------------- | ---------------------- | ------ | ---------------------- | ------ | ---------------------- | ------ |
| 1.   | 22.–23. Mai 2010       | Italien     | Misano        | Misano World Circuit  | Markus Bösiger         | 44     | Jochen Hahn            | 38     | Antonio Albacete       | 30     |
| 2.   | 5.–6. Juni 2010        | Spanien     | Albacete      | Circuito de Albacete  | Antonio Albacete       | 59     | Jochen Hahn            | 46     | Markus Bösiger         | 30     |
| 3.   | 19.–20. Juni 2010      | Frankreich  | Nogaro        | Circuit Paul Armagnac | Markus Bösiger         | 46     | Antonio Albacete       | 43     | Christopher Levett     | 42     |
| 4.   | 23.–25. Juli 2010      | Deutschland | Nürburg       | Nürburgring           | Antonio Albacete       | 52     | Christopher Levett     | 39     | David Vršecký          | 35     |
| 5.   | 7.–8. August 2010      | Russland    | Smolensk      | Smolensk-Ring         | Jochen Hahn            | 53     | Antonio Albacete       | 41     | David Vršecký          | 36     |
| 6.   | 28.–29. August 2010    | Tschechien  | Most          | Autodrom Most         | Markus Oestreich       | 46     | Markus Bösiger         | 45     | Antonio Albacete       | 38     |
| 7.   | 11.–12. September 2010 | Belgien     | Zolder        | Circuit Zolder        | David Vršecký          | 48     | Antonio Albacete       | 42     | Markus Bösiger         | 41     |
| 8.   | 18.–19. September 2010 | Frankreich  | Le Mans       | Circuit Bugatti       | Antonio Albacete       | 45     | Jochen Hahn            | 42     | Christopher Levett     | 39     |
| 9.   | 2.–3. Oktober 2010     | Spanien     | San Sebastián | Circuito del Jarama   | Markus Oestreich       | 43     | Markus Bösiger         | 42     | Antonio Albacete       | 37     |

## Wertung
An jedem Rennwochenende wurden vier Rennen gefahren, zwei am Samstag und zwei am Sonntag.
Beim jeweils 2. Tagesrennen (also Rennen 2 und 4 je Rennwochenende) wurde durch die Umkehr-Regelung die Startaufstellung des vorherigen Rennens teilweise umgedreht; dies betrifft die Top 8 am Zieleinlauf.
- Der Sieger der Rennen 1 und 3 eines Wochenendes (jeweils erstes Tagesrennen) ging also im darauffolgenden Rennen (2 und 4) von Position 8 aus ins Rennen.
- Der Achtplatzierte (8.) der Rennen 1 und 3 eines Wochenendes (jeweils zweites Tagesrennen) begann das darauffolgende Rennen (2 und 4) jedoch von der Pole-Position.
- Die Plätze dazwischen wurden entsprechend umgekehrt.

Bei der Wertung wurde zwischen den Rennen mit und ohne Umkehr-Regelung unterschieden (Platz 1 – 10):
- Rennen 1 und 3 (ohne Umkehr-Regelung): 20, 15, 12, 10, 8, 6, 4, 3, 2, 1 Punkt(e)
- Rennen 2 und 4 (mit Umkehr-Regelung): 10, 9, 8, 7, 6, 5, 4, 3, 2, 1 Punkt(e)

### Fahrer-Wertung
Tabellen-Endstand nach dem Saisonfinale in San Sebastián, Spanien (Circuito del Jarama):
| Pl. | Fahrer             | Marke        | Punkte |
| --- | ------------------ | ------------ | ------ |
| 1.  | Antonio Albacete   | MAN          | 387    |
| 2.  | Markus Bösiger     | Renault      | 335    |
| 3.  | Jochen Hahn        | MAN          | 318    |
| 4.  | Markus Oestreich   | Renault      | 293    |
| 5.  | David Vršecký      | Freightliner | 226    |
| 6.  | Christopher Levett | MAN          | 210    |
| 7.  | Adam Lacko         | MAN          | 186    |
| 8.  | Alexander Lwow     | MAN          | 135    |
| 9.  | Uwe Nittel         | Freightliner | 82     |
| 10. | Anthony Janiec     | Renault      | 81     |

| Rang | Fahrer               | Marke        | Punkte |
| ---- | -------------------- | ------------ | ------ |
| 11   | Javier Mariezcurrena | MAN          | 55     |
| 12   | Balázs Szobi         | MAN          | 28     |
| 13   | José Rodrigues       | MAN          | 15     |
| 14   | Jérémy Robineau      | MAN          | 12     |
| 15   | Michail Konovalov    | Freightliner | 9      |
| 16   | Jean-Pierre Blaise   | MAN          | 7      |
| 17   | Jose Bermejo         | MAN          | 5      |
| 18   | Eduardo Rodrigues    | MAN          | 4      |
| 19   | Mika Mäkinen         | MAN          | 3      |
| 20   | Zoltan Birnbauer     | MAN          | 2      |

### Team-Wertung
Tabellen-Endstand nach dem Saisonfinale in San Sebastián, Spanien (Circuito del Jarama):
| Rang | Team                  | Fahrer                               | Trucks  | Punkte |
| ---- | --------------------- | ------------------------------------ | ------- | ------ |
| 1    | MKR Technology        | Markus Bösiger, Markus Oestreich     | Renault | 712    |
| 2    | Truck Sport Bernau    | Antonio Albacete, Christopher Levett | MAN     | 685    |
| 3    | Team Hahn Oxxo Racing | Jochen Hahn, Balázs Szobi            | MAN     | 541    |